# منصور یاسینی
منصور یاسینی سیاست‌مدار ایرانی بود، که در دوره بیست و چهارم مجلس شورای ملی به عنوان نماینده تهران از استان تهران در مجلس شورای ملی حضور داشت.
منصور یاسینی در سال ۱۳۱۰ در تهران به دنیا آمد. بعد از اخذ سیکل در سال ۱۳۲۳ در سیزده سالگی وارد بازار کار شد و به فعالیت در زمینه شیشه‌بری روی آورد. بعد از چند سال او به صورت مستقل در همین زمینه فعالیت کرد و به واردات شیشه پرداخت. او در ۲۷ سالگی به عضویت هیئت‌مدیره صنف شیشه برگزیده شد و پس از مدتی نیز به ریاست اتحادیه شیشه‌فروشان انتخاب شد. او در شهریور ۱۳۴۳ شرکت آبگینه قزوین را تأسیس کرد و مدیریت هیئت‌مدیره این شرکت را برعهده داشت. او در سال ۱۳۴۵ با شراکت محمد خسروشاهی و علی‌اصغر پیرزاد، اعضای  اتاق بازرگانی تهران شرکت آبگینه قزوین را به کارخانه آبگینه قزوین ارتقا داد.
او یکی از اعضای  اتاق بازرگانی تهران بود.